# Mug Nuadat
En la historia mitológica irlandesa Mug Nuadat (criado de Nuada) hijo de Mug Neit, hijo de Derg, hijo de Dergthene, hijo de Enna Munchain, hijo de Loch Mor, hijo de Muiredach Mucna, hijo de Eochaid Garb, hijo de Dui Dalta Dedad fue un legendario, supuesto Rey de Munster en el siglo II d. C.. Según la posterior tradición medieval, fue rival del Rey Supremo, Conn de las Cien Batallas, y por un tiempo a partir de 123 gobernó de facto de la mitad sur de Irlanda. El territorio al sur de la línea entre la Bahía de Galway y Dublín recibió el nombre de Leth Moga ("La mitad de Mug"), mientras que el norte pasó a ser Leath Cuinn ("La mitad de Conn") (En irlandés moderno: Leath Cuinn).
Conn invadió luego el Leth Moga y expulsó a Mug de Irlanda, que se refugió en España. Regresó con un ejército, pero fue vencido y muerto por Conn en Mag Léna (Kilbride, Condado de Offaly) (aunque en algunas versiones Conn asesinó a Mug a traición en su cama).
Mug fue padre de Ailill Aulom y abuelo de Éogan Mór. Éste luchó junto al hijo de Conn, Art en la Batalla de Mag Mucrama, y se le considera el fundador de la dinastía Eóganachta.
T.F. O'Rahilly especuló con que Mug Nuadat de hecho puede haber sido el dios Nuada más que una persona histórica real. Igualmente puede ser que Éogan Mór fuera la representación terrenal del dios.
John O'Hart llama a Mug Nuadat, Eoghan Mor [Owen Mor], o Eugene el Grande. Entonces va más allá para decir que este Eugene fue generalmente llamado "Mogha Nuadhad," y fue un sensato y político príncipe y un gran guerrero. De él proviene el nombre de Magh-Nuadhad (ahora "Maynooth").